# Tetragnatha labialis
Tetragnatha labialis är en spindelart som beskrevs av Hercule Nicolet 1849. Tetragnatha labialis ingår i släktet sträckkäkspindlar, och familjen käkspindlar. Inga underarter finns listade i Catalogue of Life.